# 18680 Weirather
18680 Weirather è un asteroide della fascia principale. Scoperto nel 1998, presenta un'orbita caratterizzata da un semiasse maggiore pari a 2,3642474 UA e da un'eccentricità di 0,0767793, inclinata di 6,29512° rispetto all'eclittica.